# Indanthron
Indanthron ist eine chemische Verbindung, die als blauer Anthrachinonfarbstoff kommerziell in der Farbmittel-Industrie hergestellt und die in der Forschung und Entwicklung wegen ihrer katalytischen und optischen Eigenschaften verwendet wird.
Das Molekül leitet sich von seiner Struktur her aus dem polycyclischen aromatischen Kohlenwasserstoff Naphtho[2,3-c]pentaphen ab. Es sind vier Kristallmodifikationen (α,β,γ,δ) bekannt, von denen die α-Modifikation die stabilste Form ist. 
Bekannt ist der Farbstoff als erster Vertreter der 1901 von der BASF eingeführten Markenbezeichnung Indanthren – ein Akronym für Indigo aus Anthracen.

## Darstellung
Indanthron war der erste synthetische Küpenfarbstoff auf Anthrachinon-Basis. Die Synthese wurde durch den BASF-Chemiker René Bohn entwickelt: 

Synthese von Indanthron aus 2-Aminoanthrachinon
Durch Dimerisierung von 2-Aminoanthrachinon (1) unter stark alkalischen Bedingungen bei 220–235 °C erhält man in zwei Schritten die Zwischenstufe 3, die intramolekular cyclisiert und zum Indanthron 5 oxidiert wird.

## Eigenschaften
- Organischer Halbleiter aus der Klasse der konjugierten Moleküle.
- nichtlinearer Lichtabsorber
- Farbmittel (blaues Pigment)
- Temperaturbeständigkeit: 200 °C

## Verwendung

### Organischer Halbleiter
Als organischer Halbleiter eignet sich Indanthron z. B. als Photokatalysator zur Sauerstoff-Produktion aus Wasser mittels Sonnenenergie. Zudem lässt sich Indanthron durch seine Eigenschaft als nichtlinearer Lichtabsorber als so genannter optischer Begrenzer (engl. optical limiter) z. B. in Laser-Schutzfiltern einsetzen.

### Farbmittel
Als blaues Pigment (C.I. Pigment Blue 60) wird Indanthron vor allem in der Küpenfärberei unter der Bezeichnung C.I. Vat Blue 4 verwendet. Indanthron ist ein synthetisch hergestellter Küpenfarbstoff mit höchsten Echtheiten für Färbungen und Drucke speziell für Textilfasern auf Zellulosebasis. Die mit Indanthrenen gefärbten Fasern genügen höchsten Ansprüchen und besitzen ausgezeichnete Wasch-, Koch-, Licht-, Wetter- und Chlorechtheiten.

### Lebensmittelfarbstoff
In Deutschland wurde durch die Farbstoff-Verordnung ab 1959 die Verwendung von N,N'-Dihydro-1,2,1′,2′-Anthrachinonazin in Lebensmitteln zugelassen. Zur Übernahme der Richtlinie des Rats zur Angleichung der Rechtsvorschriften der Mitgliedstaaten für färbende Stoffe, die in Lebensmitteln verwendet werden dürfen in nationales Recht wurde die Farbstoff-Verordnung 1966 angepasst und für Anthrachinonblau die E-Nummer E 130 aufgenommen. 1976/1977 wurde es aus der Farbstoff-Verordnung und durch Richtlinie 76/399/EWG aus der Richtlinie für färbende Stoffe gestrichen. Seitdem ist die Verwendung in der EU als Lebensmittelfarbstoff nicht mehr zulässig. Eine INS-Nummer wurde für Indanthron nie vergeben und auch als Futtermittelzusatzstoff war es nicht zugelassen. 

### Warenzeichen
Seit 1922 ist Indanthren ein Warenzeichen der Textilindustrie für licht- und waschecht gefärbte Textilien, unabhängig von der Art des verwendeten Farbstoffs. Eigens dafür eingerichtete Indanthren-Häuser sorgten für den Absatz dieser Produkte.